# Karl Chmielewski
Karl Chmielewski (ur. 16 lipca 1903 we Frankfurcie nad Menem, zm. 1 grudnia 1991 w Bernau am Chiemsee) – SS-Hauptsturmführer, komendant obozów koncentracyjnych Gusen i Herzogenbusch, zbrodniarz hitlerowski.

## Życiorys
Członek SS od 1932 i NSDAP od 1933. W 1935 rozpoczął karierę obozową w KZ Columbia. W latach 1936–1939 Chmielewski pełnił służbę w komendanturze obozu w Sachsenhausen (od 1938 jako Schutzhaftlagerführer). Od 1940 do 1942 sprawował stanowisko komendanta Gusen I, podobozu Mauthausen. Jako że osobiście mordował i maltretował więźniów na każdym kroku, Chmielewski otrzymał pseudonim „diabła z Gusen”. Szczególnie znęcał się nad więźniami polskimi i hiszpańskimi. To on był pomysłodawcą osławionych Totbadeaktionen.
Od października 1942 do października 1943 Chmielewski pełnił funkcję komendanta obozu Hertogenbosch. W okresie tym w obozie panowały okropne warunki sanitarne i żywnościowe, co skutkowało śmiercią wielu więźniów. Pod zarzutem korupcji i grabieży na dużą skalę Chmielewski został odwołany ze stanowiska, a następnie aresztowany. W 1944 został skazany przez Sąd SS (SS-Gericht) na 15 lat pozbawienia wolności. Umieszczono go najpierw w obozie Sachsenhausen, a następnie w Dachau (między innymi w podobozie Allach, gdzie pełnił funkcję starszego obozu do kwietnia 1945).
W 1953 Chmielewski został skazany przez sąd zachodnioniemiecki za morderstwa dokonywane w Gusen na jeden rok więzienia. Kolejny jego proces odbył się w 1961 przed Sądem w Ansbach. Za dokonanie 282 zabójstw i inne zbrodnie Karl Chmielewski skazany został na dożywotnie pozbawienie wolności. Z więzienia zwolniono go w marcu 1979.